# Кадре Десіре Уедраого
Кадре Деміре Уедраого (нар. 1953) — політичний діяч Буркіна-Фасо, прем'єр-міністр країни у 1996—2000 роках. З січня 2012 року є головою Комісії Економічного співтовариства країн Західної Африки.
Уедраого займав пост голови правління Центрального банку країн Західної Африки (BCEAO) до самого призначення на пост прем'єр-міністра президентом Блезом Компаоре. Після парламентських виборів 2007 року Компаоре перепризначив Уедраого головою уряду країни.
2001 року Уедраого обійняв посаду посла Буркіна-Фасо у Великій Британії.